# Tristana
Tristana (br: Tristana, uma paixão mórbida) é um filme de produção espanhola, francesa e italiana de 1970, do gênero drama, dirigido por Luis Buñuel. O roteiro, baseado em romance homônimo de Benito Pérez Galdós, foi escrito por Luis Buñuel e Julio Alejandro.
A trilha sonora não original é de Frédéric Chopin.
Foi exibido fora da competição no Festival de Cannes em 1970.
Em 1996, no centenário do cinema espanhol, foi votado por críticos e profissionais como o 10º melhor filme espanhol de todos os tempos.

## Sinopse
Tristana é uma órfã que é entregue aos cuidados de Don Lope, um homem idoso. A relação, que a princípio era de mentor e aluna, se transforma em um caso amoroso, que se estende até ser abalado pela chegada de um bonito jovem chamado Horacio.

## Elenco
- Catherine Deneuve como Tristana
- Fernando Rey como Don Lope
- Franco Nero como Horacio
- Lola Gaos como Saturna
- Antonio Casas como Don Cosme
- Jesús Fernández como Saturno
- Vicente Soler como Don Ambrosio
- José Calvo como Bellringer
- Fernando Cebrián como Dr. Miquis

## Principais prêmios e indicações
Oscar 1971 (EUA)
- Indicado ao melhor filme em língua estrangeira.

Fotogramas de Plata 1971 (Espanha)
- Venceu na categoria de melhor ator de cinema espanhol (Fernando Rey).
- Indicado na categoria de melhor atriz de cinema espanhol (Lola Gaos).

### Cinema Writers Circle Awards 1971 (Espanha)
- Venceu na categoria melhor filme, melhor ator (Fernando Rey) e melhor diretor (Luis Buñuel).

Prêmios Sant Jordi 1970 (Espanha)
- Venceu nas categorias de melhor filme espanhol e melhor interpretação em filme espanhol (Fernando Rey).